# 伊比科阿拉
伊比科阿拉（葡萄牙語：Ibicoara）是巴西巴伊亚州的一个市镇。总面积977.17平方公里，总人口15768人，人口密度16.1人/平方公里。